# Stefan (arcibiskup ochridský)
Stefan (světským jménem: Stojan Veljanovski; * 1. května 1955, Dobruševo) je biskup makedonské pravoslavné církve a arcibiskup ochridský a makedonský.

## Život
Narodil se 1. května 1955 ve vesnici Dobraševo v Opštině Mogila v pravoslavné rodině. Jeho otec se jmenoval Tale a matka Stojanka.
Po absolvování základní školy nastoupil do makedonského pravoslavného semináře svatého Klimenta Ochridského v Dračevu, který dokončil roku 1974. Poté nastoupil na studium na fakultě pravoslavné teologie Bělehradské univerzity, které dokončil roku 1979.
Vrátil se do Makedonie a rozhodnutím synodu makedonské pravoslavné církve byl jmenován učitelem v semináři svatého Klimenta v Dračevu.
Roku 1989 se přihlásil na postgraduální studium na Institutu svatého Mikuláše v Bari v Itálii, kde se zaměřil na patristiku a byzantologii, roku 1982 zde získal magisterský titul.
Po návratu do Jugoslávie byl v letech 1982-1987 profesorem na katedře Starého zákona a patrologie fakulty pravoslavné teologie univerzity ve Skopje.
Dne 2. července 1986 byl v monastýru svatého Nauma postřižen na monacha. O den později byl rukopoložen na jerodiákona a 6. července na jeromonacha.
Dne 12. července 1986 proběhla jeho biskupská chirotonie na biskupa zletovsko-strumičského v hodnosti metropolity. Ve městě Štip sloužil panychidu za národního hrdinu Todora Alexandrova.
V následujících letech byl děkanem teologické fakulty univerzity ve Skopje, tiskovým tajemníkem synodu Makedonské pravoslavné církve, šéfredaktorem církevních novin a hlavním sekretářem arcibiskupa ochridského.
V letech 1987-1989 byl dočasným administrátorem americko-kanadské eparchie.
Roku 1989 došlo k rozdělení zletovsko-strumičské eparchie.
Roku 1990 se stal rektorem pravoslavného semináře ve Skopje.
Na národním církevním soboru byl 9. října 1999 v soboru svaté Sofie zvolen a o den později jmenován pátou hlavou nekanonické Makedonské pravoslavné církve.
Dne 11. května 2015 se v soboru svatého Alexandra Něvského v Sofii setkal s patriarchou Neofytem.
Dne 9. května 2022 byla rozhodnutím Svatého synodu Konstantinopolské pravoslavné církve byla Makedonská pravoslavná církev uznána jako místní církev na území Severní Makedonie, aniž by byla nazývána Makedonskou pravoslavnou církví. Tím byla přijata do eucharistického společenství.
Dne 10. května synod makedonské církve oznámil pokračování dialogu se Srbskou pravoslavnou církví. Dne 16. května Svatý synod srbské církve oznámil po obdržení aktu od makedonské církve akceptující status, který jí byl udělen roku 1959 (autonomie), že obnovuje eucharistické společenství s touto církví a uznává kanonický status této církve.
Dne 19. května 2022 sloužil patriarcha Porfirij spolu s arcibiskupem Stefanem liturgii smíření v soboru svatého Sávy v Bělehradu.
Dne 24. května na svátek svatých Cyrila a Metoděje, na druhé společné liturgii oznámil patriarcha Porfirij jednomyslné rozhodnutí Svatého synodu srbské církve udělit makedonské církvi autokefalitu.
Dne 5. června 2022 předal patriarcha Porfirij v soboru svatého archanděla Michaela v Bělehradě arcibiskupovi Stefanovi tomos o udělení autokefality.
Dne 9. června 2022 na večerní liturgii v monastýru Valukli v Istanbulu předal konstantinopolský patriarcha Bartoloměj I. arcibiskupovi Stefanovi patriarchální a synodální akt o přijetí makedonské církve do liturgického a kanonického společenství.
Dne 12. června 2022 sloužil patriarcha Bartoloměj a arcibiskup Stefan liturgii v katedrálním chrámu svatého Jiřího v Istanbulu.
Dne 21. června 2022 obnovila Bulharská pravoslavná církev společenství s makedonskou církví.
Dne 25. srpna 2022 uznala Ruská pravoslavná církev kanonický status makedonské církve a přijala ji do eucharistického společenství.